# Psilothrix
Genre
Psilothrix est un genre d'insectes de l'ordre des coléoptères, de la famille des Melyridae, de la sous-famille des Dasytinae.

## Distribution
Europe, Proche-Orient, Afrique du Nord.

## Liste d'espèces
Selon BioLib (12 janv. 2015)
- Psilothrix aureola (Kiesenwetter, 1859)
- Psilothrix illustris (Wollaston, 1854)
- Psilothrix latipennis Pic, 1900
- Psilothrix melanostoma (Brullé, 1832)
- Psilothrix protensa (Gené, 1836)
- Psilothrix severa (Kiesenwetter, 1859)
- Psilothrix smaragdina (Lucas, 1847)
- Psilothrix ultramarina (Schaufuss, 1867)
- Psilothrix viridicoerulea (Geoffroy, 1785)